# Hemisaga saussurei
Hemisaga saussurei är en insektsart som beskrevs av Brancsik 1896. Hemisaga saussurei ingår i släktet Hemisaga och familjen vårtbitare. Inga underarter finns listade i Catalogue of Life.